# Monte S. Vicino
Monte S. Vicino este o arie protejată (arie specială de conservare — SAC, sit de importanță comunitară — SCI) din Italia întinsă pe o suprafață de 847 ha, integral pe uscat.

## Localizare
Centrul sitului Monte S. Vicino este situat la coordonatele 43°19′44″N 13°04′00″E / 43.328889°N 13.066667°E.

## Înființare
Situl Monte S. Vicino a fost declarat sit de importanță comunitară în iunie 1995 pentru a proteja 6 specii de animale. Situl a fost protejat și ca arie specială de conservare în aprilie 2016.

## Biodiversitate
Situată în ecoregiunea continentală, aria protejată conține 10 habitate naturale: Păduri de fag din Apenini cu Taxus și Ilex, Păduri de stejar alb estice, Pseudostepă cu ierburi și specii anuale de Thero-Brachypodietea, Pajiști alpine și subalpine calcaroase, Pajiști uscate seminaturale și facies de acoperire cu tufișuri pe substraturi calcaroase (Festuco-Brometalia) (* situri importante pentru orhidee), Pajiști carstice calcaroase sau bazofile, de Alysso-Sedion albi, Fânețe de joasă altitudine (Alopecurus pratensis, Sanguisorba officinalis), Păduri pe pante, grohotișuri și ravene de Tilio-Acerion, Pante stâncoase calcaroase cu vegetație casmofită, Liziere de ierburi înalte hidrofile de câmpie și de nivel montan până la alpin.
La baza desemnării sitului se află mai multe specii protejate:
- păsări (5): fâsă-de-câmp (Anthus campestris), Falco biarmicus, șoim călător (Falco peregrinus), sfrâncioc roșiatic (Lanius collurio), ciocârlie de pădure (Lullula arborea)
- mamifere (1): lupul (Canis lupus)

Pe lângă speciile protejate, pe teritoriul sitului au mai fost identificate 4 specii de plante, 1 specie de amfibieni, 5 specii de reptile.